# 特殊作戦旅団 (フランス軍)
特殊作戦旅団（とくしゅさくせんりょだんりょだん、Brigade des forces spéciales terre：BFST）は、フランス陸軍の旅団のひとつ。特殊作戦司令部（COS）隷下の特殊作戦旅団で司令部をピレネー＝アトランティック県のポーに置く。
第13竜騎兵落下傘連隊が情報収集を、第1海兵歩兵落下傘連隊はそれを元に各種活動を実施、これらをDAOSが支援する体制である。

## 沿革
- 1997年 - 独立特殊戦群（GSA、Groupement Spécial Autonome）が創設される。当初の編制は、第1海兵落下傘連隊と第4戦闘ヘリコプター連隊からなる。
- 1999年 - GSAは陸軍特殊戦司令部（CFST、Commandement des Forces Spéciales Terre）に編制変えとなる。
- 2002年 - BFSTはCFSTの改編に伴い、統合特殊作戦司令部（COS、Commandement des opérations spéciales）創設。同年7月1日に第13竜騎兵落下傘連隊を指揮下に入れる。

平和維持活動にも参加、コートジボワール（Lincorne作戦）、アフガニスタン（ヘラクレス作戦）に派遣された実績がある。

## 編制
- ポー駐屯地（ピレネー＝アトランティック県）
  - 特殊作戦旅団本部
  - 特殊作戦航空分遣隊
- バイヨンヌ駐屯地（ピレネー＝アトランティック県）
  - 第1海兵歩兵落下傘連隊
- Dieuze駐屯地（モゼル県）
  - 第13竜騎兵落下傘連隊